# Coupe de France de rugby à XIII 2017-2018
Navigation
Édition précédente Édition suivante
La Coupe de France de rugby à XIII 2017-2018 est la 80e édition de la Coupe de France, compétition à élimination directe mettant aux prises des clubs de rugby à XIII amateurs et professionnels affiliés à la Fédération française de rugby à XIII , dont un club italien pour la première fois de l'histoire de la compétition.
La finale est prévue après six tours à élimination directe mettant aux prises les clubs amateurs et professionnels. Elle se déroule du 4 novembre 2017 à mai 2018. L'entrée des clubs de première division se font au stade des seizièmes de finale les 13 et 14 janvier 2018.

## Calendrier
| Tour                                | Nom                        | Dates retenues                                      | Équipes participantes | Équipes gagnantes |
| Épreuve éliminatoire                |                            |                                                     |                       |                   |
| Entrée des clubs de DN1 et Fédérale |                            |                                                     |                       |                   |
| 1                                   | Premier tour               | samedi 4 et Dimanche 5 novembre 2017                | 12                    | 6                 |
| Entrée des clubs d'Élite 2          |                            |                                                     |                       |                   |
| 2                                   | Trente-deuxièmes de finale | samedi 16 et dimanche 17 décembre 2017              | 42                    | 21                |
| Entrée des clubs dÉlite 1           |                            |                                                     |                       |                   |
| 3                                   | Seizièmes de finale        | Samedi 13 et dimanche 14 janvier 2018               | 40                    | 20                |
| 4                                   | Huitièmes de finale        | Samedi 17 et dimanche 18 février 2018               | 16                    | 8                 |
| 5                                   | Quarts de finale           | samedi 31, dimanche 30 mars et lundi 1er avril 2018 | 8                     | 4                 |
| 6                                   | Demi-finales               | samedi 5 mai 2018                                   | 4                     | 2                 |
| 7                                   | Finale - Lieu à déterminer | 2018                                                | 2                     | 1                 |

## 1ertour(4 et 5 novembre 2017)
Le premier tour oppose douze équipes de DN 1.
Légende : (1) Elite 1, (2) Elite 2 , (3) DN , (4) Fédérale.
|  | Arles-Moulès (4) | 18 - 48 | (3) Montpellier |  |
|  |                  |         |                 |  |
|  |                  |         |                 |  |

|  | Saint-Laurent de la Cabrerisse (4) | 30 - 0 | (4) Salon-de-Provence II |  |
|  |                                    |        |                          |  |
|  |                                    |        |                          |  |

|  | Salses-le-Château (4) | 50 - 12 | (3) Réalmont |  |
|  |                       |         |              |  |
|  |                       |         |              |  |

|  | Villefranche-de-Rouergue II (4) | 18 - 14 | (3) Ramonville |  |
|  |                                 |         |                |  |
|  |                                 |         |                |  |

|  | Plaisance du Touch (4) | 12 - 10 | (4) Lescure-Arthes II |  |
|  |                        |         |                       |  |
|  |                        |         |                       |  |

|  | Caumont (4) | 30 - 24 | (3) Saint-Martin |  |
|  |             |         |                  |  |
|  |             |         |                  |  |

## Trente-deuxièmes de finale (16 et 17 décembre 2017)
Légende : (1) Elite 1, (2) Elite 2 , (3) DN , (4) Fédérale.
|  | Pomas (4) | 48 - 14 | (3) Montpellier |  |
|  |           |         |                 |  |
|  |           |         |                 |  |

|  | Saluzzo (4) | 0 - 70 | (2) Entraigues-sur-la-Sorgue |  |
|  |             |        |                              |  |
|  |             |        |                              |  |

|  | Salses-le-Château (4) | 31 - 18 | (2) Villeneuve-Minervois |  |
|  |                       |         |                          |  |
|  |                       |         |                          |  |

|  | Villefranche-de-Rouergue II (4) | 46 - 6 | (4) Val d'Orbieu |  |
|  |                                 |        |                  |  |
|  |                                 |        |                  |  |

|  | Caumont (4) | 48 - 11 | (3) Aussilon Mazamet |  |
|  |             |         |                      |  |
|  |             |         |                      |  |

|  | Toulouges (4) | 10 - 56 | (2) Villefranche-de-Rouergue |  |
|  |               |         |                              |  |
|  |               |         |                              |  |

|  | Aspet (4) | 10 - 38 | (3) Trentels |  |
|  |           |         |              |  |
|  |           |         |              |  |

|  | Villefranche d'Albi (4) | 30 - 0 | (4) Saint-Estève |  |
|  |                         |        |                  |  |
|  |                         |        |                  |  |

|  | Saint-Laurent (4) | 0 - 72 | (2) Baho |  |
|  |                   |        |          |  |
|  |                   |        |          |  |

|  | Gratentour rugby XIII (4) | 16 - 44 | (2) Villegailhenc |  |
|  |                           |         |                   |  |
|  |                           |         |                   |  |

|  | Villegailhenc II (4) | 12 - 52 | (3) Pia |  |
|  |                      |         |         |  |
|  |                      |         |         |  |

|  | Pamiers (4) | 0 - 30 | (2) Salon-de-Provence |  |
|  |             |        |                       |  |
|  |             |        |                       |  |

|  | Clairac (4) | 0 - 30 | (3) La Réole |  |
|  |             |        |              |  |
|  |             |        |              |  |

|  | Cahors (4) | 6 - 52 | (3) Pujols |  |
|  |            |        |            |  |
|  |            |        |            |  |

|  | Marseille (4) | 24 - 50 | (2) Carpentras |  |
|  |               |         |                |  |
|  |               |         |                |  |

|  | Ille-sur-Têt (4) | 48 - 8 | (4) Val de Dagne |  |
|  |                  |        |                  |  |
|  |                  |        |                  |  |

|  | Plaisance du Touch (4) | 6 - 40 | (2) Lescure-Arthes |  |
|  |                        |        |                    |  |
|  |                        |        |                    |  |

|  | Paris Charenton (4) | 20 - 36 | (2) Lyon-Villeurbanne |  |
|  |                     |         |                       |  |
|  |                     |         |                       |  |

|  | Cheval Blanc (4) | 20 - 46 | (3) Toulon |  |
|  |                  |         |            |  |
|  |                  |         |            |  |

|  | Carpentras II (4) | 10 - 28 | (3) Le Barcarès |  |
|  |                   |         |                 |  |
|  |                   |         |                 |  |

## Seizièmes de finale (13 et 14 janvier 2018)
Légende : (1) Elite 1, (2) Elite 2 , (3) DN , (4) Fédérale.
|  | Toulon (3) | 10 - 44 | (1) Toulouse élite |  |
|  |            |         |                    |  |
|  |            |         |                    |  |

|  | Lyon-Villeurbanne (2) | 4 - 38 (0 - 16) | (1) Carcassonne |  |
|  |                       |                 |                 |  |
|  |                       |                 |                 |  |

|  | Baho (2) | 13 - 48 (7 - 18) | (1) Saint-Estève XIII Catalan |  |
|  |          |                  |                               |  |
|  |          |                  |                               |  |

|  | Pomas (4) | 19 - 33 (8 - 4) | (2) Ferrals-les-Corbières |  |
|  |           |                 |                           |  |
|  |           |                 |                           |  |

|  | Villefranche-de-Rouergue (2) | 20 - 28 | (1) Lézignan |  |
|  |                              |         |              |  |
|  |                              |         |              |  |

|  | Caumont (4) | 21 - 18 | (3) Le Barcarès |  |
|  |             |         |                 |  |
|  |             |         |                 |  |

|  | Entraigues-sur-la-Sorgue (2) | 14 - 46 | (1) Limoux |  |
|  |                              |         |            |  |
|  |                              |         |            |  |

|  | Pujols (3) | 6 - 32 | (1) Palau-del-Vidre |  |
|  |            |        |                     |  |
|  |            |        |                     |  |

|  | Villefranche d'Albi (4) | 14 - 26 | (3) Trentels |  |
|  |                         |         |              |  |
|  |                         |         |              |  |

|  | Carpentras (2) | 10 - 66 | (1) Avignon |  |
|  |                |         |             |  |
|  |                |         |             |  |

|  | Ille-sur-Têt (4) | 72 - 0 | (4) Villefranche-de-Rouergue II |  |
|  |                  |        |                                 |  |
|  |                  |        |                                 |  |

|  | La Réole (3) | 12 - 58 | (2) Villegailhenc |  |
|  |              |         |                   |  |
|  |              |         |                   |  |

|  | Albi (1) | 44 - 6 | (1) Villeneuve-sur-Lot |  |
|  |          |        |                        |  |
|  |          |        |                        |  |

|  | Salses-le-Château (4) | 34 - 24 | (2) Lescure-Arthes |  |
|  |                       |         |                    |  |
|  |                       |         |                    |  |

|  | Tonneins (3) | 18 - 34 | (2) Salon-de-Provence |  |
|  |              |         |                       |  |
|  |              |         |                       |  |

|  | Pia (3) | 4 - 59 | (1) Saint-Gaudens |  |
|  |         |        |                   |  |
|  |         |        |                   |  |

## Huitièmes de finale (17 et 18 février 2018)
Légende : (1) Elite 1, (2) Elite 2 , (3) DN , (4) Fédérale.
|  | Ille-sur-Têt (4) | 9 - 58 | (1) Saint-Estève XIII Catalan |  |
|  |                  |        |                               |  |
|  |                  |        |                               |  |

|  | Salses-le-Château (4) | 8 - 54 | (1) Lézignan |  |
|  |                       |        |              |  |
|  |                       |        |              |  |

|  | Ferrals-les-Corbières (2) | 10 - 68 | (1) Avignon |  |
|  |                           |         |             |  |
|  |                           |         |             |  |

|  | Carcassonne (1) | 26 - 17 | (1) Toulouse élite |  |
|  |                 |         |                    |  |
|  |                 |         |                    |  |

|  | Salon-de-Provence (2) | 36 - 60 | (1) Palau-del-Vidre |  |
|  |                       |         |                     |  |
|  |                       |         |                     |  |

|  | Trentels (3) | 14 - 54 | (1) Albi |  |
|  |              |         |          |  |
|  |              |         |          |  |

|  | Villegailhenc (2) | 16 - 12 | (1) Saint-Gaudens |  |
|  |                   |         |                   |  |
|  |                   |         |                   |  |

|  | Caumont (4) | 4 - 70 | (1) Limoux |  |
|  |             |        |            |  |
|  |             |        |            |  |

## Quarts de finale
Tous les clubs présents en quarts de finale se situent dans la région de l'Occitanie à l'exception d'Avignon qui se situe en Provence-Alpes-Côte d'Azur dans le département du Vaucluse.
De la région Occitanie, les clubs se situent dans les départements de  l'Aude (Carcassonne, Villegailhenc, Lézignan et Limoux), le Tarn (Albi) et les Pyrénées-Orientales (Palau-del-Vidre et Saint-Estève XIII Catalan).
| 31 mars 2018 15h00 | Villegailhenc (2) | 20 - 28 (8 - 16) | (1) Albi | Stade d'honneur Jérome Rieux, Villegailhenc Arbitre : Geoffroy Poumes |
| 31 mars 2018 15h00 | Essai(s) : Pelo (25e), Nicol (44e), Ait Ouaret (61e) Transformation(s) : Limongi ((25e), (44e) et (61e)) Pénalité(s) : Limongi ((32e) Carton(s) jaune(s) : Pau (38e) |                  | Essai(s) : Ousty (3e), Deburghgreave (27e), Carivenc (37e), Pedrero (67e), Mazars (78e) Transformation(s) : Castany (3) Pénalité(s) : Castany (51e) | Stade d'honneur Jérome Rieux, Villegailhenc Arbitre : Geoffroy Poumes |
| 31 mars 2018 15h00 | |                  | | Stade d'honneur Jérome Rieux, Villegailhenc Arbitre : Geoffroy Poumes |

| 31 mars 2018 17h30 | Carcassonne (1)                                                                           | 8 - 10 (8 - 0) | (1) Lézignan | Stade Albert-Domec, Carcassonne Arbitre : Cyril Vergnes |
| 31 mars 2018 17h30 | Essai(s) : Diaz (14e) Pénalité(s) : Herrero (18e et 24e) Carton(s) jaune(s) : Sabri (38e) |                | Essai(s) : Blanke (62e) Transformation(s) : Benausse (62e) Pénalité(s) : Benausse (66e et 70e) Carton(s) jaune(s) : Tualima (27e) | Stade Albert-Domec, Carcassonne Arbitre : Cyril Vergnes |
| 31 mars 2018 17h30 |                                                                                           |                | | Stade Albert-Domec, Carcassonne Arbitre : Cyril Vergnes |

| 1er avril 2018 | Limoux (1) | 30 - 18 (16 - 6) | (1) Palau-del-Vidre                                                                                | Stade de l'Aiguille, Limoux Arbitre : Mohamed Drizza |
| 1er avril 2018 | Essai(s) : R. Péault (27e et 42e), M. Péault (30e), Yesa (34e) et Mayans (61e) Transformation(s) : Lasvenes (30e, 34e et 61e) Pénalité(s) : Lasvenes (59e et 79e) |                  | Essai(s) : Thérésin (14e et 55e), Benhamimed (46e), Calégari (64e) Transformation(s) : Miloudi (1) | Stade de l'Aiguille, Limoux Arbitre : Mohamed Drizza |
| 1er avril 2018 | |                  | | Stade de l'Aiguille, Limoux Arbitre : Mohamed Drizza |

| 2 avril 2018 15h15 | Saint-Estève XIII Catalan (1) | 50 - 12 (22 - 8) | (1) Avignon | Stade Gilbert-Brutus, Perpignan Arbitre : Benjamin Casty |
| 2 avril 2018 15h15 | Essai(s) : Jouffret (9e, 22e et 53e), Perez (12e), F. Flovie (32e), Khedimi (48e) et Ambert (64e) Transformation(s) : Guasch (6) et Jouffret (1) Carton(s) jaune(s) : Guasch (51e et 71e) |                  | Essai(s) : Diamond (26e), Tanginoa (43e) Transformation(s) : Arnaud (26e) Pénalité(s) : Arnaud (6e) Carton(s) jaune(s) : Diamond (10e) | Stade Gilbert-Brutus, Perpignan Arbitre : Benjamin Casty |
| 2 avril 2018 15h15 | |                  | | Stade Gilbert-Brutus, Perpignan Arbitre : Benjamin Casty |

## Demi-finales
Le tirage au sort des demi-finales s'est déroulé le 11 avril 2018 sur le plateau de télévision de France 3 Midi-Pyrénées. Les deux rencontres se déroulent le même jour au Stade Albert-Domec de Carcassonne.
| Samedi 5 mai 2018 15h00 | Albi (1)                                                                                       | 16 - 28 (0 - 22) | (1) Limoux | Stade Albert-Domec, Carcassonne Arbitre : Benjamin Casty et Geoffrey Poumès |
| Samedi 5 mai 2018 15h00 | Essai(s) : Ousty (42e) et Deburghgraeve (63e et 75e) Transformation(s) : Carivenc (63e et 75e) |                  | Essai(s) : Murcia (16e), Garrouste (19e), Yesa (28e), Edwards (35e) et Puso (48e) Transformation(s) : Murcia (16e, 19e et 28e) Pénalité(s) : Lasvenes (53e) Carton(s) rouge(s) : Yesa (77e) | Stade Albert-Domec, Carcassonne Arbitre : Benjamin Casty et Geoffrey Poumès |
| Samedi 5 mai 2018 15h00 |                                                                                                |                  | | Stade Albert-Domec, Carcassonne Arbitre : Benjamin Casty et Geoffrey Poumès |

| Samedi 5 mai 2018 18h00 | Lézignan (1) | 26 - 38 (6 - 30) | (1) Saint-Estève XIII Catalan | Stade Albert-Domec, Carcassonne Arbitre : Mohamed Drizza et Cyril Vergnes |
| Samedi 5 mai 2018 18h00 | Essai(s) : Tualima (31e), Pomeroy (63e, 65e, 73e et 80e) Transformation(s) : Benausse (31e, 63e et 73e) Carton(s) jaune(s) : Li. Albert (16e), Tualima (68e) |                  | Essai(s) : J. Flovie (2e, 7e, 21e et 27e), Lu. Albert (8e), F. Flovie (17e), Guasch (40e) Transformation(s) : Guasch (8e et 21e), Lu. Albert (17e) Pénalité(s) : Guasch (40e et 43e) | Stade Albert-Domec, Carcassonne Arbitre : Mohamed Drizza et Cyril Vergnes |
| Samedi 5 mai 2018 18h00 | |                  | | Stade Albert-Domec, Carcassonne Arbitre : Mohamed Drizza et Cyril Vergnes |

## Finale (2018)
(mt : 12 - 16)
Points marqués :
- Limoux : 5 essais de Yesa (30e), Edwards (33e), Franco (68e), Garrouste (72e), Lasvenes (76e), 3 transformations de Murcia (30e, 33e, 76e) - 1 carton jaune de Franco (83e)
- Saint-Estève XIII Catalan : 6 essais de Jouffret (7e, 50e), Perez (12e), Nègre (20e), Vergniol (45e), Ambert (84e), 3 transformations de Guasch (7e, 12e, 46e) - 2 cartons jaune de Belmas (15e) et Mendy (33e)

Évolution du score : 0-6, 0-12, 0-16, 6-16, 12-16, 12-22, 12-26, 16-26, 20-26, 26-26, 26-30
Arbitre : MM. Benjamin Casty et Geoffrey Poumes
Spectateurs : 5 243
Composition des équipes :
- Limoux: Thomas Lasvenes - Luc Franco, Mathieu Mayans, Quentin Garrouste, Romain Péault - Allan Torreilles, Mickaël Murcia - Daymeric Pelo, Sylvain Teixido, Maxime Herold, Romain Puso, Joel Edwards, Mickaël Rouch - Florian Bousquet, Valentin Yesa, Julien Bartusiak, Arthur Gonzalez-Trique - Entraîneur : Maxime Grésèque
- Saint-Estève XIII Catalan : Louis Jouffret - Joseph Nègre, Mathias Pala, Thomas Ambert, Jordan Flovie - Lucas Albert, Joan Guasch - Thibaut Margalet, Alexis Mesresta-Doucet, Lambert Belmas, Benjamin Vergniol, Ugo Perez, Mickaël Goudemand - Alrix Da Costa, Arnaud Bartès, Saloty Mendy, Paul Séguier - Entraîneur : Benoît Albert

La finale 2018 oppose les deux premiers du classement du Championnat de France. Saint-Estève XIII Catalan, réserve des Dragons Catalans, arrive dans la peau du favori contre Limoux, qui plus est dans l'antre du club de Super League le stade Gilbert-Brutus à Perpignan qui n'avait plus accueilli la finale de la Coupe de France depuis 1996. Lors de la précédente confrontation des deux équipes, c'était le 24 mars 2018 en Championnat avec une victoire 22-8 de Saint-Estève XIII Catalan. Enfin, la finale est retransmise en direct via une diffusion par internet réalisé par la boîte de production O9tv sur le site de la fédération française de rugby à XIII et YouTube devant plus de cinquante mille téléspectateurs.
C'est au terme d'un match à suspense que Saint-Estève XIII Catalan s'impose en prolongations 30-26 sur un essai du centre Thomas Ambert et permis au club des Pyrénées-Orientales de s'imposer sur ce point en or. Les Catalans ont pourtant rapidement menés au score par 16-0 grâce à trois essais de Jouffret, Perez et Nègre avant deux Limoux recolle au score par deux essais de Yesa et Edwards permettant de clore la première mi-temps 16-12 pour les Catalans. Les Catalans reprennent leurs distances en 26-12 au début de la seconde mi-temps par deux nouveaux essais de Vergniol et Jouffret pour mener 26-12, de plus Limoux perd pour dix minutes Mathieu Mayans. Pourtant, Limoux trouve les ressources nécessaires en fin de match pour réduire l'écart au score et égalise avec trois essais de Franco, Garrouste et Lasvenes, lorsque les arbitres sifflent la fin du temps règlementaire.
La règle du point en or s'applique, ce qui veut dire que le premier qui marque en prolongations remporte le match. C'est ainsi que le centre Thomas Ambert délivre Saint-Estève XIII Catalan par un essai sur le côté droit devant 5 243 spectateurs.

## Synthèse

### Nombre d'équipes par division et par tour
| Divisions / Manches | 1er tour | Trente-deuxièmes de finale | Seizièmes de finale | Huitièmes de finale | Quarts de finale | Demi-finales | Finale |
| ------------------- | -------- | -------------------------- | ------------------- | ------------------- | ---------------- | ------------ | ------ |
| Élite 1 10 clubs    | absents  | absents                    | 10                  | 9                   | 7                | 4            | 2      |
| Élite 2 10 clubs    | absents  | 9                          | 9                   | 3                   | 1                | -            | -      |
| DN1 8 clubs         | 4        | 8                          | 7                   | 1                   | -                | -            | -      |
| Fédérale - clubs    | 8        | 23                         | 6                   | 3                   | -                | -            | -      |

### Le parcours des clubs de E1 et E2
- Les clubs d'Elite 2 font leur entrée dans la compétition lors des trente-deuxièmes de finale.
- Les clubs d'Elite 1 font leur entrée dans la compétition lors des seizièmes de finale.

| Club (Elite 1)            | Saison précédente | Saison 2018     |
| ------------------------- | ----------------- | --------------- |
| Carcassonne               | Vainqueur         | 1/4 de finale   |
| Lézignan                  | Finaliste         | 1/2 finale      |
| Albi                      | 1/2 finale        | 1/2 finale      |
| Limoux                    | 1/2 finale        | Finaliste       |
| Saint-Gaudens             | 1/4 de finale     | 1/8e de finale  |
| Villeneuve-sur-Lot        | 1/4 de finale     | 1/16e de finale |
| Avignon                   | 1/8e de finale    | 1/4 de finale   |
| Saint-Estève XIII Catalan | 1/8e de finale    | Vainqueur       |
| Toulouse Broncos          | 1/8e de finale    | 1/8e de finale  |
| Palau-del-Vidre           | 1/8e de finale    | 1/4 de finale   |

| Club (Elite 2)           | Saison précédente | Saison 2018     |
| ------------------------ | ----------------- | --------------- |
| Baho                     | 1/4 de finale     | 1/16e de finale |
| Villefranche-de-Rouergue | 1/4 de finale     | 1/16e de finale |
| Ferrals                  | 1/8e de finale    | 1/8e de finale  |
| Carpentras               | 1/8e de finale    | 1/16e de finale |
| Lyon-Villeurbanne        | 2e tour           | 1/16e de finale |
| Lescure-Arthes           | 2e tour           | 1/16e de finale |
| Entraigues-sur-la-Sorgue | 2e tour           | 1/16e de finale |
| Villegailhenc            | 2e tour           | 1/4 de finale   |
| Salon-de-Provence        | 1er tour          | 1/8e de finale  |
| Villeneuve-Minervois     | Non disputé       | 1/32e de finale |

### Clubs éliminés par des clubs de division inférieure
| Club vainqueur                    | Club perdant              | Tour            |
| --------------------------------- | ------------------------- | --------------- |
| Salses-le-Château (Fed)           | Réalmont (DN1)            | 1er tour        |
| Villefranche-de-Rouergue II (Fed) | Ramonville (DN1)          | 1er tour        |
| Caumont (Fed)                     | Saint-Martin (DN1)        | 1er tour        |
| Pomas (Fed)                       | Montpellier (DN1)         | 1/32e de finale |
| Salses-le-Château (Fed)           | Villeneuve-Minervois (E2) | 1/32e de finale |
| Caumont (Fed)                     | Aussilon Mazamet (DN1)    | 1/32e de finale |
| Salses-le-Château (Fed)           | Lescure-Arthes (E2)       | 1/16e de finale |
| Caumont (Fed)                     | Le Barcarès (DN1)         | 1/16e de finale |
| Villegailhenc (E2)                | Saint-Gaudens (E1)        | 1/8e de finale  |